# Đam La

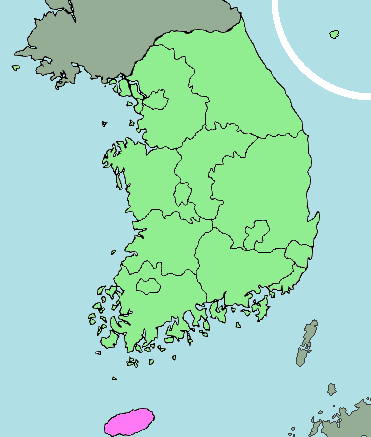
Vị trí đảo Jeju (hồng) tại Hàn Quốc ngày nay.

Vương quốc Đam La hay Đam La Quốc là một nhà nước độc lập từng tồn tại trên đảo Jeju mà nay thuộc tỉnh Jeju, Hàn Quốc từ khoảng năm 57 TCN  cho đến khi bị sáp nhập vào nhà Triều Tiên vào năm 1404. Vương quốc này còn được gọi với những tên như Đam Mâu La Quốc (탐모라국, 耽牟羅國), Thiệp La (섭라, 涉羅), Thác La (탁라, 乇羅), Đảm La (담라, 憺羅) hay một cách khinh miệt là Tế Châu Di Quốc (濟州夷國).
Không có các tư liệu lịch sử về việc hình thành hay lịch sử ban đầu của Đam La Quốc. Một truyền thuyết kể rằng ba người sáng lập thần thánh của đất nước là Ko (고,), Yang (양), và Bu (부) đã hiện lên từ ba huyệt dưới lòng đất vào thế kỷ 24 TCN. Các huyệt này, được gọi là Samseonghyeol (삼성혈, 三姓穴, Tam Tính Huyệt) và đến nay vẫn được bảo tồn ở thành phố Jeju.

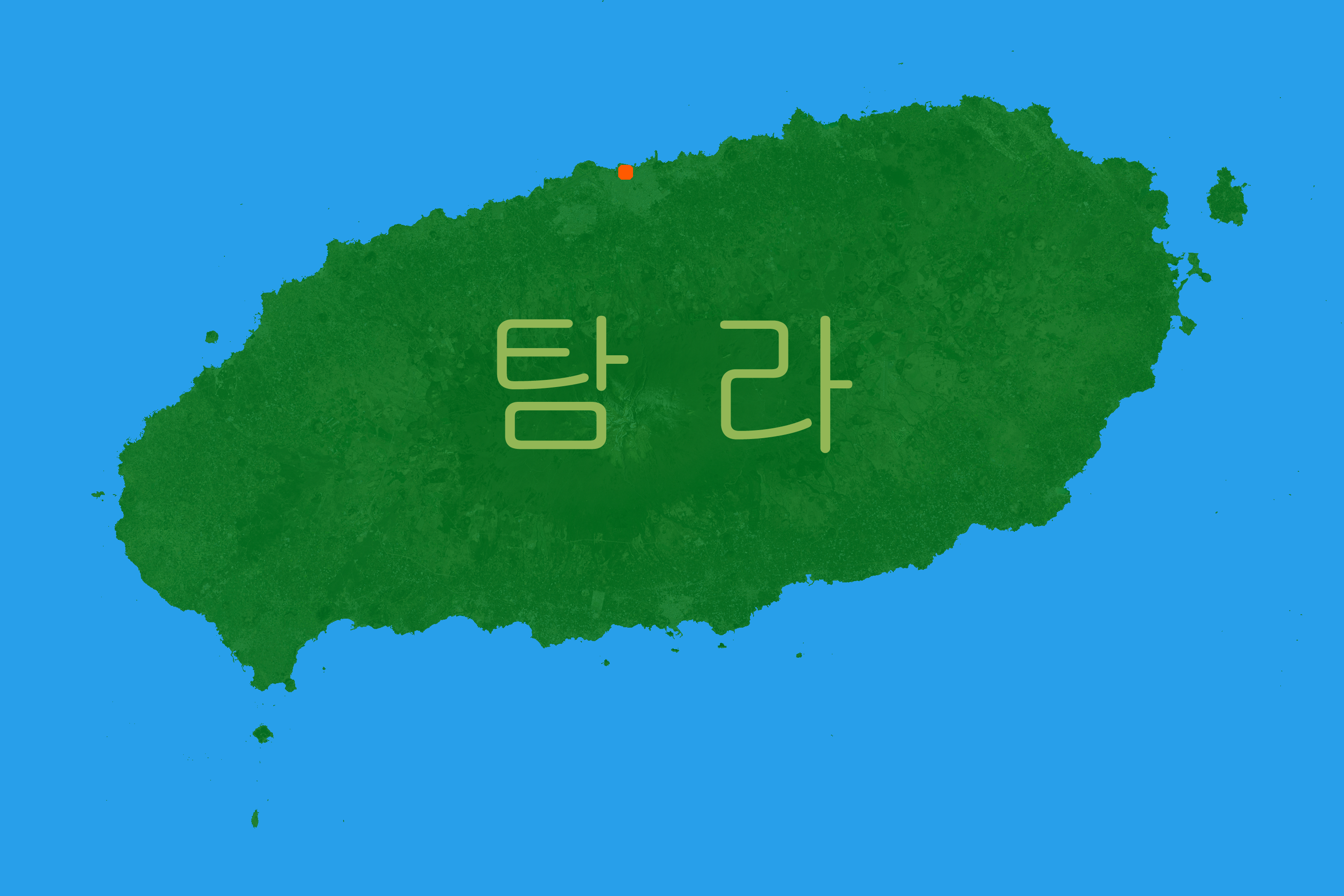
Lãnh thổ Đam La

Các bằng chứng khảo cổ cho thấy người dân Đam La đã có các hoạt động giao thương với nhà Hán tại Trung Quốc và Yayoi Nhật Bản, cũng như bán đảo Triều Tiên vào thế kỷ thứ 1 CN. Tham khảo lịch sử đầu tiên về vương quốc có thể là từ thế kỷ thứ 3 CN, trong Tam quốc chí từ thời Tam Quốc. Tam quốc chí ghi rằng có người xa lạ sống trên một hòn đảo lớn gần Triều Tiên ngày nay, gọi là Châu Hồ (州胡, nghĩa là "đảo man rợ"). Những người này, có một ngôn ngữ và văn hóa riêng biệt, có giao thương với những người Mã Hàn tại đất liền bán đảo Triều Tiên. Tuy nhiên, sự đồng nhất Châu Hồ với Đam La vẫn còn là điều tranh cãi, chẳng hạn như học giả Bắc Triều Tiên Yi Jirin (이지린) cho rằng Châu Hồ là một hòn đảo nhỏ trên Hoàng Hải. Đam La được gọi là (giản thể: 耽罗国; phồn thể: 耽羅國; bính âm: Danluoguó) trong tiếng phổ thông Trung Quốc.
Năm 476, theo Tam quốc sử ký, Đam La trở thành một nước phiên thuộc của Bách Tế (Baekje), vương quốc kiểm soát phần tây nam của bán đảo Triều Tiên và có mối quan hệ thân thiết với Nhật Bản. Khi Bách Tế suy yếu, Đam La chuyển sang phiên thuộc Tân La (Silla). Vào một số thời điểm trong giai đoạn cuối của thời kỳ Tam Quốc Triều Tiên, Đam La đã chính thức khuất phục trước Tân La. Tân La sau đó phong cho ba hoàng tử của Đam La tước hiệu mà họ vẫn còn giữ lại trong lịch sử của vương quốc: Tinh chủ (성주, 星主, Seongju), Vương tử (왕자, 王子, Wangja), và Đô nội (도내, 都內, Donae). Một số nguồn cho rằng điều này đã xảy ra trong thời gian trị vì của Văn Vũ vương cuối thế kỷ thứ 7 CN.
Đam La đã có một thời gian ngắn giành lại được độc lập sau sự sụp đổ của Tân La vào năm 935. Tuy nhiên, hòn đảo sau đó lại bị Cao Ly chinh phục vào năm 938, và chính thức sáp nhập năm 1105. Tuy nhiên, vương quốc vẫn duy trì quyền tự trị bản địa cho đến năm 1404, khi vua Thái Tông đặt hòn đảo dưới sự kiểm soát của triều đình trung ương và chấm dứt sự tồn tại của tinh chủ Tế Châu.

## Lãnh đạo

### Quốc gia bộ tộc
| - Cao Ất Na Vương (Go Eul-la Wang, 고을라왕, 高乙那王) - Kiến Vương (Geon Wang, 건왕, 建王) - Tam Kế Vương (Sam-gye Wang, 삼계왕, 三繼王) - Nhật Vọng Vương (Il-mang Wang, 일망왕, 日望王) - Đảo Tế Vương (Do-je Wang, 도제왕, 島濟王) - Ngạn Khanh Vương (Eon-gyeong Wang, 언경왕, 彦卿王) - Bảo Minh Vương (Bom-yeong Wang, 보명왕, 寶明王) | - Hạnh Thiên Vương (Haeng-cheon Wang, 행천왕, 幸天王) - Hoan Vương (Hwan Wang, 환왕, 歡王) - Thực Vương (Sik Wang, 식왕, 湜王) - Dục Vương (Uk Wang, 욱왕, 煜王) - Hoàng Vương (Hwang Wang, 황왕, 惶王) - Vĩ Vương (Wi Wang, 위왕, 偉王) - Vinh Vương (Yeong Wang, 영왕, 榮王) (105 TCN - 58 TCN) |

### Quốc gia cổ đại
| - Hậu Vương (Hu Wang, 후왕, 厚王) (58 TCN - 7 TCN) - Đẩu Minh Vương (Dumyeong Wang, 두명왕, 斗明王) - Thiện Chủ Vương (Seonju Wang, 선주왕, 善主王) - Tri Nam Vương (Jinam Wang, 지남왕, 知南王) - Thánh Bang Vương (Seongbang Wang, 성방왕, 聖邦王) - Văn Tinh Vương (Munseong Wang, 문성왕, 文星王) - Dực Vương (Ik Wang, 익왕, 翼王) - Chi Hiếu Vương (Jihyo Wang, 지효왕, 之孝王) - Thục Vương (Suk Wang, 숙왕, 淑王) - Hiền Phương Vương (Hyeonbang Wang, 현방왕, 賢方王) - Ki Vương (Gi Wang, 기왕, 璣王) | - Đam Vương (Dam Wang, 담왕, 聃王) - Chỉ Vân Vương (Ji-un Wang, 지운왕, 指雲王) - Thụy Vương (Seo Wang, 서왕, 瑞王) - Đa Minh Vương (Damyeong Wang, 다명왕, 多鳴王) - Đàm Vương (Dam Wang, 담왕, 談王) - Thể Tham Vương (Cheseam Wang, 체삼왕, 體參王) - Thanh Chấn Vương (Seongjin Wang, 성진왕, 聲振王) - Hồng Vương (Hong Wang, 홍왕, 鴻王) - Xứ Lương Vương (Cheoryang Wang, 처량왕, 王) - Viễn Vương (Won Wang, 원왕, 遠王) | - Biểu Luân Vương (Pyoryun Wang, 표륜왕, 表倫王) - Huýnh Vương (Hyeong Wang, 형왕, 逈王) - Trí Đạo Vương (Chido Wang, 치도왕, 致道王) - Úc Vương (Uk Wang, 욱왕, 勖王) - Thiên Nguyên Vương (Cheonwon Wang, 천원왕, 天元王) - Hảo Cung Vương (Hogong Wang, 호공왕, 好恭王) - Chiêu Vương (So Wang, 소왕, 昭王) - Kính Trực Vương (Gyeongjik Wang, 경직왕, 敬直王) - Dân Vương (Min, 민왕, 岷王) - Tự Kiên Vương (Jagyeong Wang, 자견왕, 自堅王) (933 ~ 938) |

### Thời đại tinh chủ
| - Cao Tự Kiên (Go Jagyeong, 고자견, 高自堅) - Cao Mạt Lão (Go Mal-lo, 고말로, 髙末老) - Cao Duy (Go Yu, 고유, 髙維) - Cao Triệu Cơ (Go Jo-gi, 고조기, 髙兆基) - Cao Đĩnh Ích(Go Jeong-ik, 고정익, 髙挺益) - Cao Thích (Go Jeok, 고적, 髙適) - Cao Nhữ Lâm (Go Yeo-rim, 고여림, 髙汝霖) - Cao Trinh Cán (Go Jeong-gan, 고정간, 髙貞幹) - Cao Tuần (Go Sun, 고순, 髙巡) | - Cao Phúc Thọ (Go Bok-su, 고복수, 髙福壽) - Cao Nhân Đán (Go In-dan, 고인단, 髙仁旦) - Cao Tú Tá (Go Su-jwa, 고수좌, 髙秀佐) - Cao Thạc (Go Seok, 고석, 髙碩) - Cao Thuận Lương (Go Sun-ryang, 고순량, 髙順良) - Cao Thuận Nguyên (Go Sun-won, 고순원, 髙順元) - Cao Minh Kiệt (Go Myeong-geol, 고명걸, 髙明傑) - Cao Thần Kiệt (Go Sin-geol, 고신걸, 髙臣傑) - Cao Phượng Lễ (Go Bong-lye, 고봉례, 髙鳳禮) |